# República da Espada
República da Espada, primeira fase da República Velha, foi o período no qual o Brasil, recém convertido em uma república, foi governado pelos marechais Deodoro da Fonseca e Floriano Peixoto entre os anos de 1889 a 1894. Trata-se de uma época caracterizada como a primeira ditadura militar republicana brasileira.

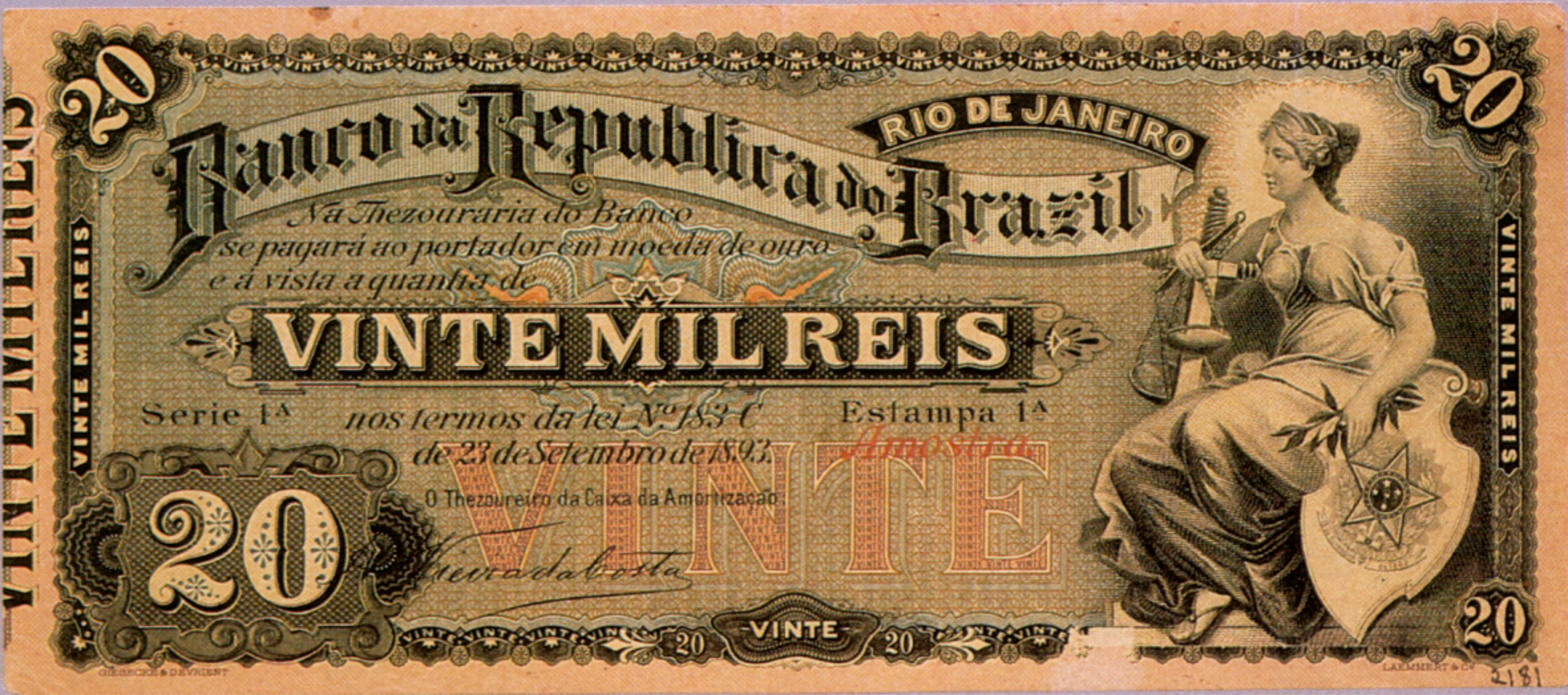
Cédula de vinte mil réis, em 1894, com a alegoria da república da espada.

Durante este período foram comuns os levantes populares e a repressão a focos de resistência simpáticos ao Imperador Pedro II e à restauração da monarquia. O Império do Brasil não mais representava os interesses de grandes cafeicultores do oeste paulista e dos militares e, ao abolir a escravidão, deixou de ter o apoio dos velhos fazendeiros escravocratas. O café era, de longe, o principal produto de exportação, além de apresentar-se como o maior empregador e dinamizador da economia interna. Por isso, os interesses dos cafeicultores estavam sempre em primeiro plano, durante o período da República Velha.
Uma junta militar, liderada pelo Marechal Deodoro da Fonseca, governou o Brasil entre 1889 e 1891. Em 25 de fevereiro de 1891, o Congresso Constituinte realizou eleições indiretas que fizeram de Fonseca presidente da república e Floriano como vice. Entretanto, Deodoro renunciou em novembro do mesmo ano. Ao suceder Deodoro, Floriano Peixoto tentou reverter os efeitos da crise econômica sem sucesso, ao mesmo tempo que reprimiu com mão de ferro os movimentos que contestavam o regime militar, notadamente a Revolta da Armada e a Revolução Federalista.

## Contexto

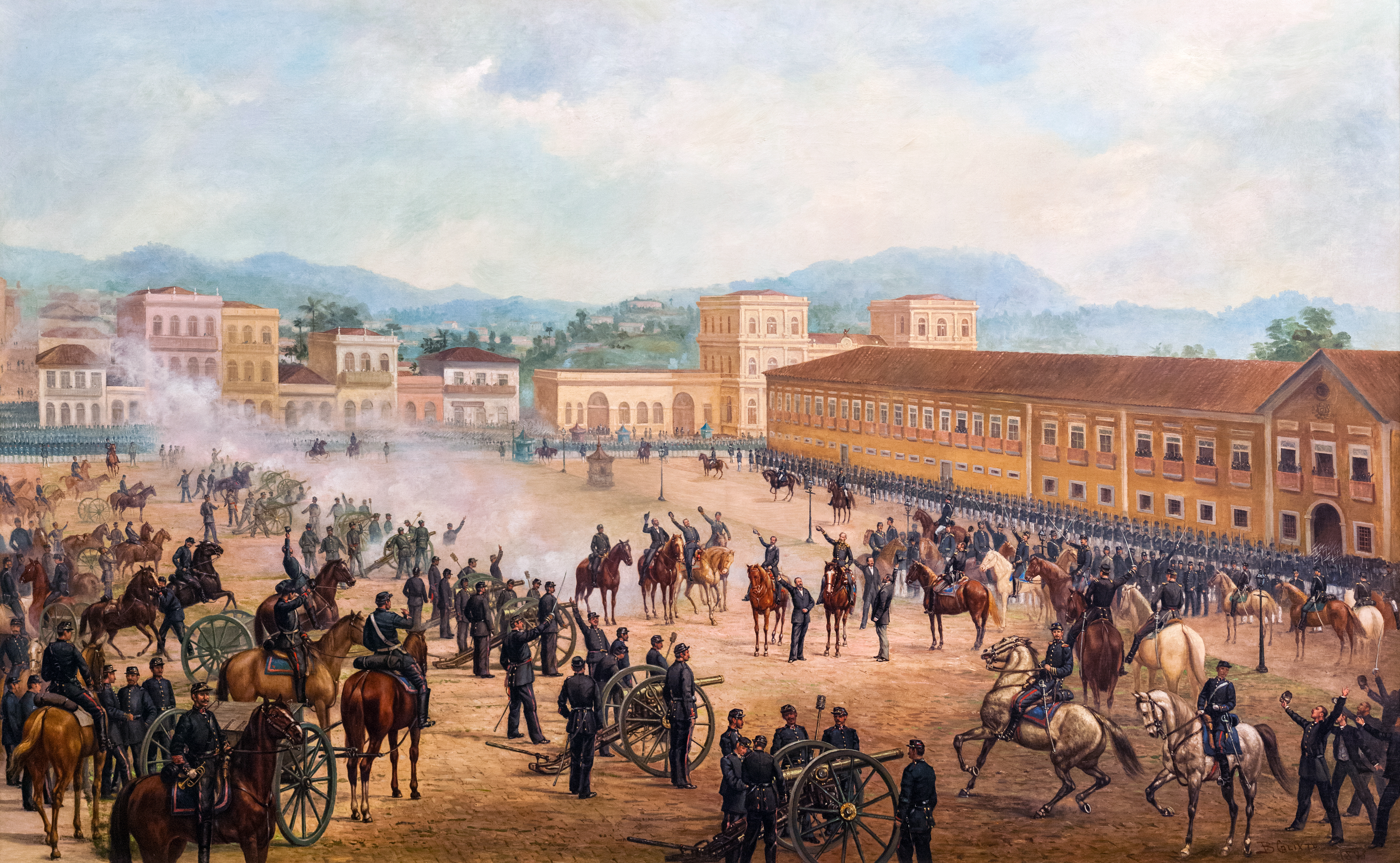
Proclamação da República, 1893, óleo sobre tela de Benedito Calixto (1853 - 1927). Acervo da Pinacoteca Municipal de São Paulo.

A vitória da tríplice aliança na Guerra do Paraguai levou o exército brasileiro a ganhar força política, mas o imperador, que se referia aos militares como “assassinos legais”, os proibiu de realizar um desfile de vitória no Rio de Janeiro. A propaganda republicana fez o exército crer que o império pretendia extingui-lo, o que provocou a reação do exército, e culminou na proclamação da república, seguida do exílio e do banimento da família imperial.
A herdeira do trono brasileiro era a princesa Isabel, com a abolição da escravidão em 1888, a partir da Lei Áurea assinada pela princesa, reforçou as ideias republicanas, uma vez que contrariava os interesses econômicos dos agricultores, que formavam uma base política de grande influência.
A proclamação da república brasileira foi, essencialmente, um golpe militar, e o exército conquistou o apoio dos cafeicultores, outro foco de republicanismo estava entre os militares positivistas. Durante o episódio, os republicanos foram liderados pelo marechal Deodoro da Fonseca, e o imperador não ofereceu resistência.
Todavia, a mobilização dos republicanos e militares não ocorreu sem episódios de violência, como é o caso do Atentado ao Barão de Ladário, onde o barão foi alvejado a tiros ficando gravemente ferido. Recentes estudos históricos (2021) elucidam que houve também outras vítimas: trata-se do massacre de 17 de novembro, onde ex-escravos monarquistas do Maranhão (denominados "cidadãos do 13 de maio"), temendo pela segurança da princesa Isabel, protestaram contra a Proclamação da República. Diante do temor de um suposto retorno à escravidão, enfrentaram tropas republicanas. Segundo o levantamento de Matheus Gato, quatro ex-escravos foram mortos e há o registro de pelo menos uma dezena de feridos.
O general Floriano Peixoto, inicialmente incumbido de defender os ministros do imperador, aderiu ao movimento republicano e teve participação importante ao prender o chefe de governo, o Visconde de Ouro Preto. O marechal Deodoro foi proclamado presidente da república, e o marechal Floriano foi proclamado vice-presidente.

## O governo Deodoro (1889-1891)

### Governo provisório (1889-1891)

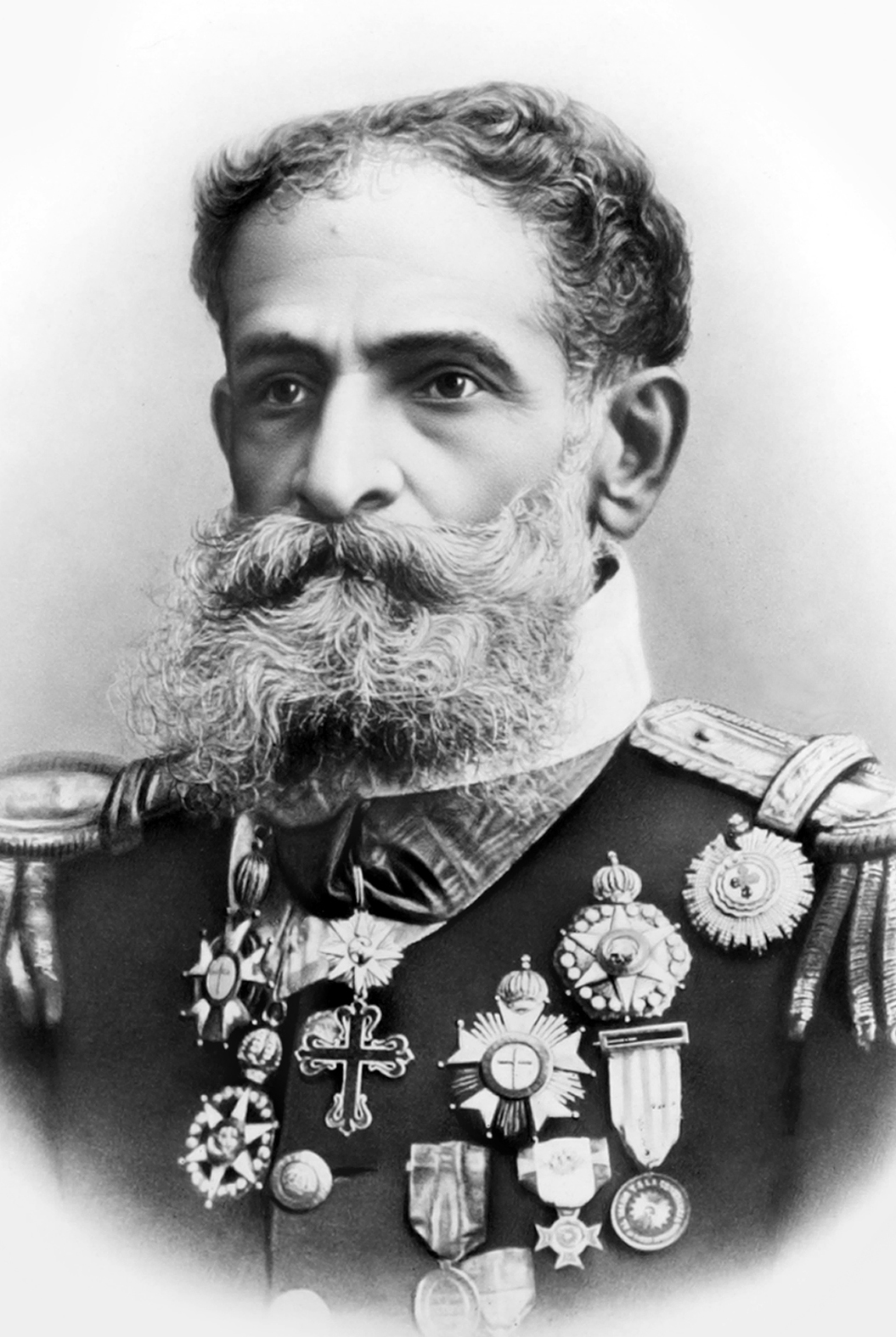
Deodoro da Fonseca

Durante a transição do regime político, vários grupos, com interesses diversos, divergiam quanto à concepção e quanto à forma de governo a ser instaurada. Minas Gerais, São Paulo e Rio Grande do Sul, as principais lideranças regionais, defendiam a ideia de uma república federativa, com alto grau de autonomia aos estados. Entretanto, os mineiros e os membros do Partido Republicano Paulista defendiam um modelo mais liberal, enquanto os gaúchos, sob influência de Júlio de Castilhos, defendiam um modelo positivista. Estas seriam as duas principais influências do primeiro período da República.
A influência positivista se refletia no caráter doutrinário, no apelo ao rigor científico e na matematização. No Brasil, apresentou ainda a prática do autoritarismo doutrinário, caracterizado pelo castilhismo. O líder gaúcho propôs ao Congresso constituinte a implantação de um regime moralizador, fundado nas virtudes republicanas. Sem sucesso no plano nacional, decidiu implantar suas ideias no Rio Grande do Sul.

Cerimônia de posse do Presidente Deodoro da Fonseca (até então Chefe do Governo Provisório), como primeiro Presidente da República, em 26 de Fevereiro de 1891. Na pintura, aparecem ainda dois futuros Presidentes da República: Floriano Peixoto, então empossado como Vice Presidente, e Prudente de Morais, então Presidente do Congresso Constituinte.

Estas ideias ganharam força entre os oficiais do exército na década de 1870, como uma forma de afirmação da instituição. A maioria dos oficiais se dizia positivista, tendo ou não estudado as principais bases da doutrina. Entretanto, havia diferenças de concepção entre os partidários de Deodoro e de Floriano. Os primeiros consistiam em veteranos da Guerra do Paraguai, os chamados "tarimbeiros". Muitos não frequentaram a escola militar e sua motivação era a defesa da honra do exército, sem ter um grande projeto de desenvolvimento nacional. Embora Floriano não fosse positivista e também tivesse participado da Guerra do Paraguai, à sua volta reuniram-se jovens egressos da escola militar, com forte influência positivista, que se viam como responsáveis pelo progresso do país, em conjunto com a manutenção da ordem. Mas ambos os grupos tinham um adversário comum, o liberalismo, e isso manteve a união na instituição. Na visão do exército, a república precisava de um poder executivo forte, ou até mesmo de uma fase ditatorial. A autonomia das províncias era vista com cautela, por trazer o risco de fragmentação do país e por favorecer os interesses dos fazendeiros. Essa ideia foi expressa no discurso do capitão tenente Nelson de Almeida, em nome da Marinha do Brasil:
| “ | E nós agora fazemos os mais ardentes votos a fim de que todo o poder político nas mãos de um só homem de Estado e diretamente responsável pelo país. (...) Para termos uma república estável, feliz e próspera é necessário que o governo seja ditatorial e não parlamentar. | ” |

Com a proclamação da república, vários integrantes do antigo governo foram presos ou exilados. A imprensa foi censurada. A Câmara, o Senado e o Conselho de Estado foram fechados.
Os liberais, membros do Partido Republicano, lutaram para garantir a convocação de uma Assembleia Constituinte, temerosos do prolongamento de uma ditadura em torno de Deodoro. 
No campo econômico, Deodoro viu estourar a encilhamento, com consequente surto inflacionário, alta desvalorização cambial e recessão, resultando na substituição de Rui Barbosa do cargo de ministro da Fazenda.

### Governo constitucional (1891)
Apesar disso, Deodoro promulgou a constituição de 1891. Nos termos propostos por Rui Barbosa, era extinto o poder moderador existente no império e que poderia limitar uma ditadura pessoal. Por outro lado, inspirada na constituição dos Estados Unidos da América, a primeira constituição republicana garantia alguns poderes aos estados, como o de contrair empréstimos no exterior e o de organizar forças públicas estaduais, ainda que mantendo o direito de intervenção federal para garantir a ordem. Também estabeleceu a divisão tripartite de poder, com a volta do Parlamento. 
De acordo com uma disposição transitória da Constituição de 1891, o presidente e o vice-presidente do primeiro período republicano deveriam ser excepcionalmente eleitos pelo Congresso Constituinte. Deodoro da Fonseca apresentou-se como candidato a Presidente, tendo, como candidato a vice, na mesma chapa, o almirante Eduardo Wandenkolk. Presidente e vice seriam eleitos separadamente. Como já havia forte oposição a Deodoro, esta articulou a candidatura de Prudente de Morais, o presidente do Congresso, tendo o marechal Floriano Peixoto como candidato a vice. Floriano, além de candidatar-se a vice-presidente, na chapa de Prudente de Morais, apresentou, também, candidatura própria à Presidência.
Apurada a votação, em 25 de fevereiro de 1891, foi obtido o seguinte resultado na eleição para presidente: Deodoro da Fonseca - eleito com 129 votos; Prudente de Morais - 97 votos; Floriano Peixoto - 3 votos; Joaquim Saldanha Marinho - 2 votos; José Higino Duarte Pereira - 1 voto; cédulas em branco - 2. Para vice-presidente foi eleito o candidato da oposição, Marechal Floriano Peixoto, com 153 votos, contra 57 recebidos pelo Almirante Wandenkolk.

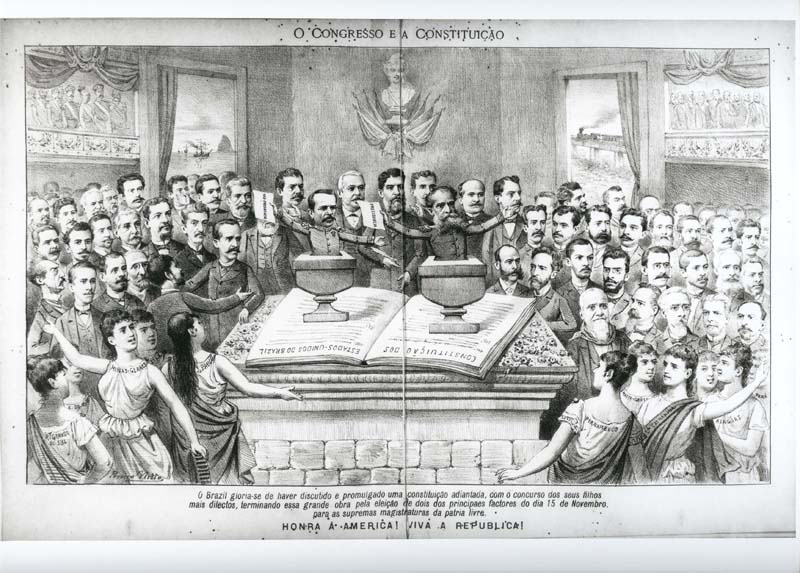
Alegoria referente à eleição presidencial de 1891.

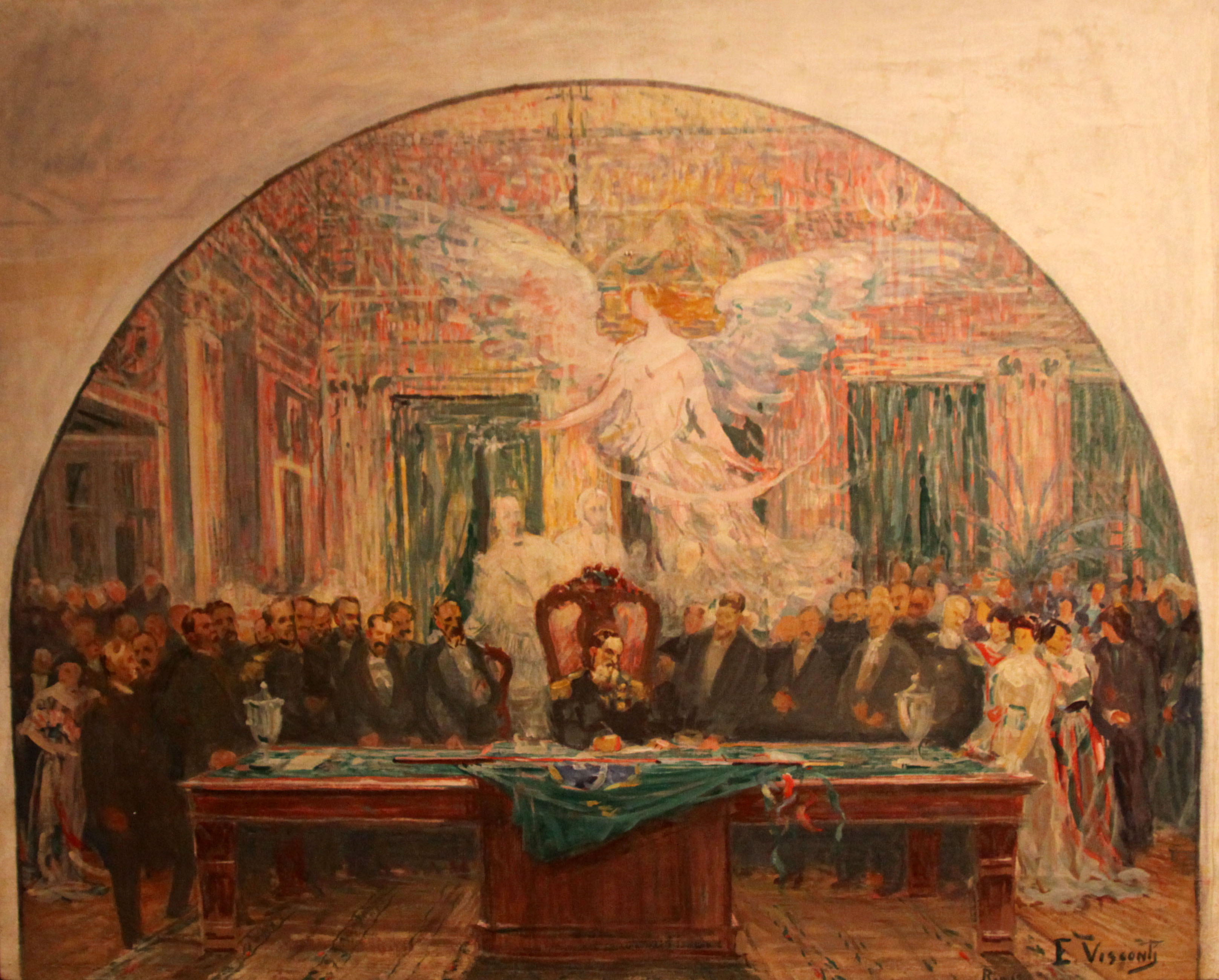
Posse de Deodoro da Fonseca, por Eliseu Visconti.

A vitória de Deodoro explica-se pelo temor de que o velho marechal desse um novo golpe militar, fechando o Congresso e restaurando a monarquia. Mesmo os líderes da oposição haviam resolvido que, numa eventual vitória de Prudente de Morais, o Congresso lhe daria imediatamente posse do cargo, instalando-se sem demora o governo no próprio edifício do Parlamento, onde esperariam os acontecimentos, convocando para as imediações do prédio as forças militares com cuja lealdade podiam contar.
A fase constitucional do governo de Deodoro da Fonseca foi de fevereiro a 3 de novembro de 1891, quando Deodoro tentou um golpe de estado. O conflito entre o executivo e o legislativo desencadeou nova dissolução do parlamento em 3 de novembro de 1891, sem respaldo constitucional. Havia, naquele momento histórico, um conflito entre os militares e os políticos civis. Os militares queriam se manter na política e eram favoráveis a uma centralização absoluta e a concentração do poder político, enquanto os civis desejavam a volta dos militares aos quartéis e lutavam por um governo descentralizado e federalista. 

### A tentativa de golpe de Estado e a renuncia

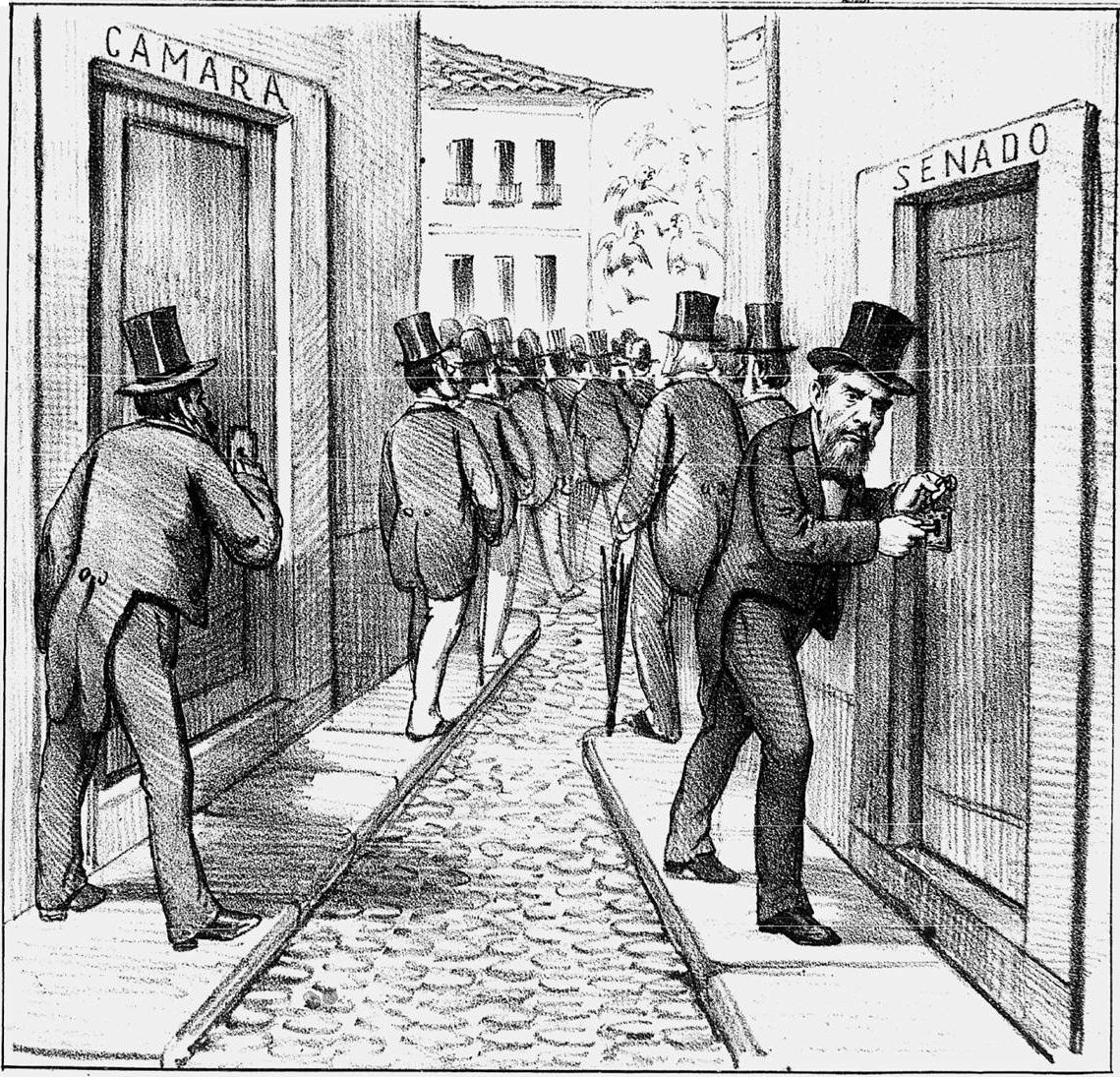
Fechamento do Congresso.

Eleito pelo Congresso Nacional (indiretamente), Deodoro iniciou seu mandato sob forte tensão política. Tinha a oposição do Congresso e da população devido à crise econômica.
Tal ato gerou violenta reação, fazendo com que, entre agosto e novembro de 1891, o Congresso tentasse aprovar a "Lei de Responsabilidades", que reduzia os poderes do presidente.
Deodoro contra-atacou a decisão do Congresso e, em 3 de novembro de 1891, decretou a dissolução do Congresso, lançando um "Manifesto à Nação" para explicar as razões do seu ato. Enquanto isso, tropas militares cercaram os prédios do legislativo e prenderam líderes oposicionistas e a imprensa do Distrito Federal foi posta sob censura total, decretando, assim, o estado de sítio no país. Este fato entrou para a história como o Golpe de 3 de novembro e foi o último feito de Deodoro em sua carreira política, pois, alguns dias depois, renunciaria ao mandato de presidente. O consequente desgaste político e a eminência de uma deposição ou mesmo de uma guerra levaram Deodoro a renunciar, em 23 de novembro de 1891.

## O Governo Floriano (1891-1894)

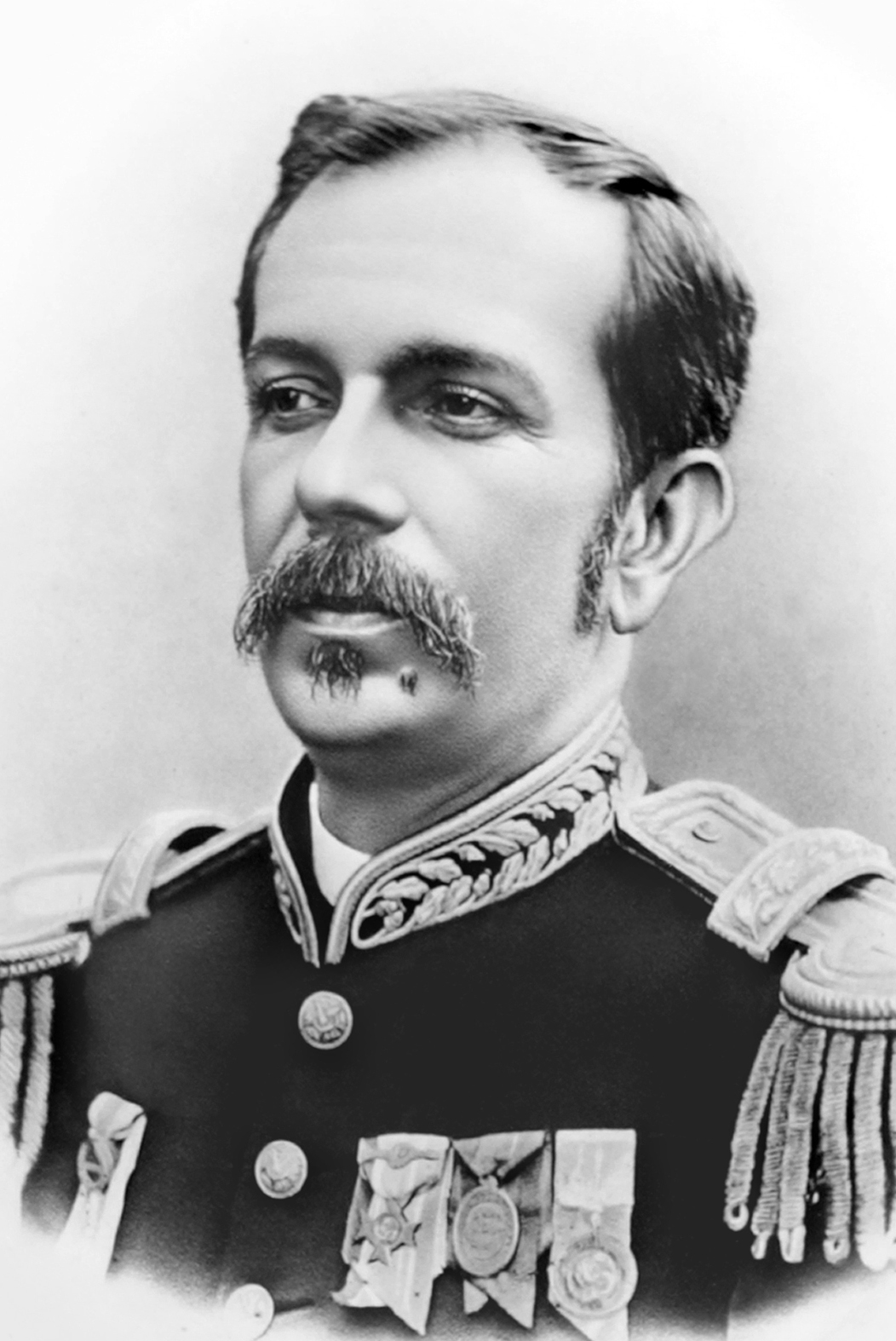
Floriano Peixoto

Com a renúncia de Deodoro, Floriano assume o poder como seu vice. Pressões pela convocação de eleições incluíram a publicação, em 6 de abril de 1892, de um manifesto de militares de outras forças, que ficou conhecido como Manifesto dos 13 generais. Floriano recusou-se e ainda afastou os militares, provocando grande repúdio e instabilidade política até o fim de seu governo.

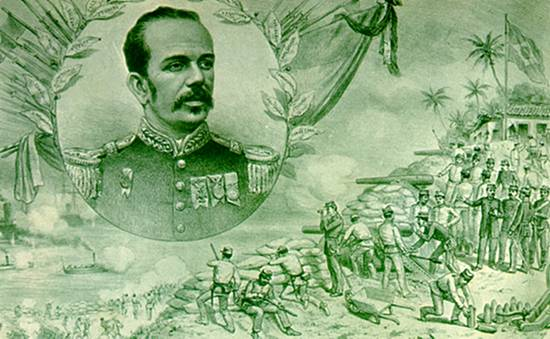
Floriano Peixoto e a Revolta da Armada numa ilustração de Angelo Agostini.

Ficou conhecido como "Marechal de Ferro", em virtude da veemência com que combateu os opositores, especialmente durante a Revolução Federalista, iniciada em fevereiro de 1893, e a segunda revolta da Armada, em setembro de 1893. Neste mesmo mês, finalmente é realizada uma eleição presidencial, e Floriano falha em apontar o sucessor. O vencedor foi Prudente de Morais, líder da causa republicana e indicado pelo Partido Republicano Paulista.

### Repressão à Oposição
Uma das marcas do governo de Floriano foi a perseguição a opositores e monarquistas, sendo muitos deles exilados ou até mesmo fuzilados. Outra coisa que marcou o governo de Floriano foi a mudança de nome da capital de Santa Catarina, mudando de Nossa Senhora do Desterro para Florianópolis (Cidade Floriana), a mudança do nome da capital é para muitos, um ato de Floriano para demonstrar superioridade no estado que havia se rebelado contra o seu governo.

## Legado
Durante toda a República da Espada, a base governamental foram as oligarquias agrárias, responsáveis pelo fim da monarquia. O poder dos militares foi minado aos poucos e por fim sucumbiu à força política dos republicanos, os chamados barões do café de São Paulo e do leite, os pecuaristas de Minas Gerais. Assim, com a instituição de eleições diretas, o cafeicultor paulista Prudente de Morais foi eleito Presidente da República, encerrando a República da Espada e dando início à "política do café com leite", que norteou o restante da chamada República Velha. 
Esta se tratava de um arranjo político envolvendo as oligarquias de São Paulo e Minas Gerais e o governo central no sentido de controlar o processo sucessório, para que somente políticos desses dois estados fossem eleitos à presidência de modo alternado. Tal acordo político só viria a ser quebrado na eleição presidencial de 1930, quando o presidente em exercício Washington Luis impôs que o candidato à presidência apoiado pelo seu governo quebrasse a regra da alternância, o que acabou por resultar na Revolução de 1930.

## Presidentes da Câmara e do Senado
Lista de presidentes da Câmara dos Deputados e do Senado durante esse período:
Câmara:
1. João da Mata Machado (junho - outubro de 1891)
2. Bernardino José de Campos Júnior (outubro de 1891 - agosto de 1892)
3. João Lopes Ferreira Filho (agosto de 1892 - maio de 1894)
4. Francisco de Assis Rosa e Silva (maio de 1894 - maio de 1896)

Senado:
1. Floriano Peixoto (26 de fevereiro de 1891 - 23 de novembro de 1891)
2. Prudente de Morais (23 de novembro de 1891 - 15 de novembro de 1894)